# 가상자산
가상자산(virtual asset)은 가상 경제에 존재하는 자산이나, 가상화폐나 대체 불가능 토큰처럼 가상 형태의 자산을 뜻하는 말이다. 컴퓨터나 인터넷 상에서 저장되는 데이터의 일종이다.
특정 금융거래정보의 보고 및 이용 등에 관한 법률에서 말하는 가상자산은 암호자산과 범위가 유사하다.

## 같이 보기
- 가상 경제